# Ковальська Інна Олександрівна
І́нна Оле́ксандрівна Кова́льська (*1960) — лікар-хірург, доктор медичних наук (2007), професор (2010), заслужений діяч науки і техніки України (2011).

## Життєпис
Народилась 1960 року в місті Київ; дочка Світлани Ковальської. 1984 року закінчила Саратовський медичний інститут за профілем хірурга; працювала лікарем.
Від 1995 року — у Національному медичному університеті: від 2007 — професор кафедри загальної хірургії № 1.
2007 року здобула науковий ступінь доктора медичних наук, 2010-го — професора.
2011 — заслужений діяч науки і техніки України України.
Напрями наукових досліджень: хірургія гострого і хронічного панкреатиту, добро- та злоякісних вогнищевих уражень печінки й органів панкреатодуоденальної зони, жовчовивідних проток, заочеревинного простору, органів малого тазу.
Серед робіт:
- «Імунотерапія при гострому некротичному панкреатиті», 2007 (співавтор)
- «Антибіотикотерапія при гострому некротичному панкреатиті», 2009 (співавтор)
- «Курс лекцій з загальної хірургії», 2009 (співавтор)
- «Діагностика кістозних неоплазм підшлункової залози», 2010 (співавтор)
- «Рентген-ендоскопічна діагностика захворювань підшлункової залози» співавтори І. Л. Насташенко, О. І. Дронов, Д. Л. Любенко, В. І. Федорук, Ю. П. Швець, 2010.
- «Емпірична антибактеріальна терапія інфікованого некротичного панкреатиту в умовах антибіотикорезистентності збудників», 2017, співавтори О. І. Дронов, А. І. Горлач, К. О. Задорожна, І. О. Ковальська, Кучинська Інна Анатоліївна, І. В. Сотнік, В. В. Тинкалюк, С. С. Шаповал
- «Перкутанне дренування рідинних скупчень під ультразвуковим контролем при гострому некротичному панкреатиті», 2017, співавтори О. І. Дронов, Горлач. І. А., К. О. Задорожна
- «Комбіноване застосування кріохірургічного методу та хімічної деструкції в комплексному лікуванні пацієнтів з вогнищевою патологією печінки», 2017, співавтори П. П. Бакунець, О. І. Дронов, Єлизавета Сергіївна Козачук, Д. І. Хоменко.

Серед патентів:
- «Спосіб лікування гострого некротичного панкреатиту», 2017, співавтори Горлач Андрій Іванович, Дронов Олексій Іванович, Задорожня Кристіна Олегівна.